# Molnár Géza (író)
Molnár Géza (álneve: G. H. Miller) (Rákospalota, 1923. november 6. – Budapest, 2011. október 11.) József Attila-díjas magyar író, újságíró. A Magyar PEN Club intézőbizottsági tagja volt.

## Életpályája
Szülei: Molnár Ignác és Molnár Katalin voltak. 1940–1942 között címfestőként dolgozott. 1942–1944 között egy kötőüzemben üzemvezető tisztviselő volt. 1944–1949 között újságíró volt vidéki lapoknál. 1949–1953 között a Magyar Dolgozók Pártja sajtóalosztályának vezető helyettese volt. 1950–1952 között a Politikai Főiskola hallgatója volt. 1953–1956 között a Magyar Írószövetség titkáraként, 1969–1972 között pedig külügyi titkáraként dolgozott. 1956–1957-ben a Magvető Könyvkiadó szerkesztője volt. 1957-től öt évig az Élet és Irodalom főszerkesztő-helyettese és a Népszava kulturális rovatvezetője volt. 1962-1965 között Párizsban, a Magyar Intézet kulturális attaséja volt. 1965–1969 között a Magyar Hírlap főmunkatársa volt. 1976–1978 között a Művészeti Alap igazgató-helyettese volt. 1987-től a Nagy Lajos Irodalmi, Művészeti Társaság elnöke volt. 1999-től a párizsi Európai Akadémia levelező tagja volt. 1999–2000-ben a Tisztás című irodalmi és társadalmi folyóirat főszerkesztőjeként tevékenykedett.

## Magánélete
1945-ben házasságot kötött Subicz Ilonával. Egy fiuk született; Géza (1945).

## Művei
- Új utakon (ifjúsági regény, 1951)
- A szerelmes kisinas (novelláskötet, 1956)
- Hullámverés (regény, 1958)
- Márta (regény, 1959)
- Város a felhők alatt (regény, 1962)
- Holtak fogságában (regény, 1964)
- Harangos óra (elbeszélések, 1966)
- Sárkányok fiai (útirajz, 1967)
- Vasárnap mindig esik az eső (regény, 1969)
- Elfogynak az éjszakák (regény, 1970)
- A vadászpilóta szerelme és halála (regény, 1971)
- Külvárosi barangolás (szociográfia, 1974)
- Mint egy francia király (regény, 1975)
- Az ég kékje könnyebb (addigi novellák gyűjteménye, 1976)
- Villa Tahiban (regény, 1976)
- Doktor Klauss különös élete (regény, 1979)
- Három halál szerelmei (regények, 1981)
- Arcok fényben és eltűnőben (1982)
- A magány átkozott szombatja (elbeszélések, 1984)
- Az elpazarolt birodalom (regény, 1986)
- Fent a Nagy-Rabszolga-tónál (elbeszélések, 1988)
- A tizennyolcadik születésnap (regény, 1988)
- A Báró és a gyilkos (1990)
- Világvége márciusban (regény, 1990)
- Sarkamban a halál. Egy katonaszökevény emlékei, 1944-45; szerzői, Bp., 1992 (Z-füzetek)
- Bernard atya testamentuma (elbeszélések, 1995)
- Az orvos (1998)
- Hózápor Budán (válogatott elbeszélések, 1998)
- A katedrális fényei (regény, 1998)
- Trombi, a kiselefánt; Hét Krajcár, Bp., 2001
- Lángoktól ölelve (regény, 2003)
- Csúcsok - szakadékok (2005)
- Szerencsés feltámadás (regény, 2006)
- A Land. Regény; Szeváciusz I., 2009.
- Zarándokok; magánkiadás, Bp., 2011

## Színházi munkái
A Színházi Adattárban regisztrált bemutatóinak száma: 4.
- Parázs (1960)
- Anna-ünnep (1969)
- Vasárnap mindig esik az eső (1970)
- Nincsen múzsa tövis nélkül (1977)

## Filmjei
- Őrjárat az égen (1970)
- Thelomeris (2011)

## Díjai, elismerései
- Szocialista Hazáért
- Szocialista Kultúráért
- A Munka Érdemrend ezüst fokozata (1970)
- Gábor Andor-díj (1978)
- A Munka Érdemrend arany fokozata (1983)
- A Magyar Honvédség és a Magyar Írószövetség nívódíja (1997)
- A Magyar Köztársasági Érdemrend lovagkeresztje (2003)